# Masdevallia barrowii
Masdevallia barrowii är en orkidéart som beskrevs av Carlyle August Luer. Masdevallia barrowii ingår i släktet Masdevallia och familjen orkidéer. Inga underarter finns listade i Catalogue of Life.